# Anton Liebe

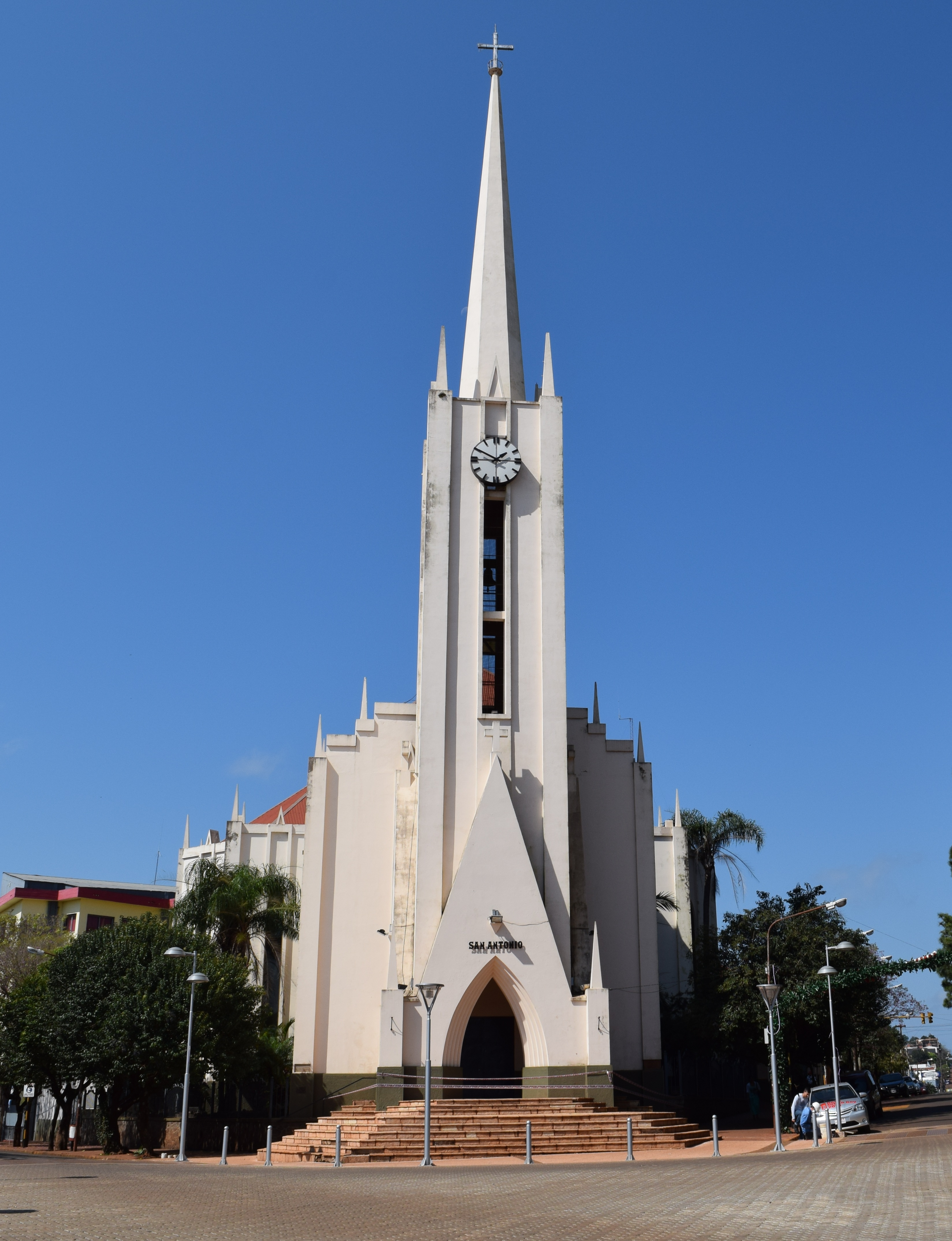
La Catedral de Oberá en Argentina, diseñada por Anton Liebe.

Anton Liebe (Merano, 28 de julio de 1905 - Viena, 11 de abril de 1978) fue un destacado arquitecto austriaco.
Liebe era hijo del terrateniente Karl Anton Edler von Kreutzner Liebe (1871-1954) y de Clothilde Vicomtesse de Forestier (1980-1962). Asistió a la escuela primaria y secundaria en el colegio jesuítico "Stella Matutina" ubicado en Feldkirch, Austria. Estudió en la Universidad Técnica de Viena, donde se recibió de arquitecto. Realizó sus prácticas con Clemens Holzmeister y trabajó desde 1929 hasta 1932 con el arquitecto H. Goldschmidt. 
En 1932, abrió junto a Ludwig Stigler un estudio de arquitectos. Stigler se retiró de la sociedad en 1934. Liebe viajó a Argentina y trabajó entre 1941 y 1947 como arquitecto para la compañía de Emil Fogeler en la ciudad de Posadas, Misiones y desde 1948 entró en una empresa conjunta de los hermanos Mazzanti y Victorino Mutinelli. En 1956, Liebe regresó a Austria y abrió su propio estudio de arquitectura en Viena. 
Su hijo es también arquitecto y su hija diseñadora de interiores. 
En Austria, su obra más famosa fue el Hotel Panhans de Semmering, que lo diseñó en colaboración con Ludwig Stigler. En Argentina, diseñó varias iglesias y escuelas en la ciudad de Posadas, donde preponderó un estilo modernista. En Misiones, su obra más destacada es la Catedral San Antonio de la ciudad de Oberá, donde predomina un estilo neogótico.